# Newkirk (Oklahoma)
Newkirk is een plaats (city) in de Amerikaanse staat Oklahoma, en valt bestuurlijk gezien onder Kay County.

## Demografie
Bij de volkstelling in 2000 werd het aantal inwoners vastgesteld op 2243.
In 2006 is het aantal inwoners door het United States Census Bureau geschat op 2141, een daling van 102 (-4,5%).

## Geografie
Volgens het United States Census Bureau beslaat de plaats een oppervlakte van
3,4 km², geheel bestaande uit land. Newkirk ligt op ongeveer 351 m boven zeeniveau.

## Plaatsen in de nabije omgeving
De onderstaande figuur toont nabijgelegen plaatsen in een straal van 24 km rond Newkirk.